# Echipa națională de handbal feminin a Spaniei
Echipa feminină de handbal a Spaniei este echipa națională care reprezintă Spania în competițiile interțări oficiale sau amicale de handbal feminin. Ea este guvernată de Federația Regală Spaniolă de Handbal.

## Palmares
Jocurile Olimpice
- medalie de bronz în 2012
Echipa:[3] Andrea Barnó, Carmen Martín, Nely Carla Alberto, Beatriz Fernández, Verónica Cuadrado, Marta Mangué, Macarena Aguilar, Silvia Navarro, Jessica Alonso, Elisabeth Chávez, Elisabeth Pinedo, Begoña Fernández, Vanessa Amorós, Patricia Elorza, Mihaela Ciobanu.

Campionatul Mondial
- medalie de bronz în 2011

Campionatul European
- medalie de argint în 2008, 2014

### Rezultate olimpice
| An    | Poziție          | MJ               | V                | E                | Î                |
| ----- | ---------------- | ---------------- | ---------------- | ---------------- | ---------------- |
| 2012  | 3                | 8                | 5                | 1                | 2                |
| 2008  | Nu s-a calificat | Nu s-a calificat | Nu s-a calificat | Nu s-a calificat | Nu s-a calificat |
| 2004  | 6th              | 7                | 1                | 3                | 3                |
| 2000  | Nu s-a calificat | Nu s-a calificat | Nu s-a calificat | Nu s-a calificat | Nu s-a calificat |
| 1996  | Nu s-a calificat | Nu s-a calificat | Nu s-a calificat | Nu s-a calificat | Nu s-a calificat |
| 1992  | locul 7          | 4                | 1                | 0                | 3                |
| Total | 3/10             | 19               | 7                | 4                | 8                |

### Rezultate la Campionatul Mondial
| An    | Poziție          | MJ               | V                | E                | Î                |
| ----- | ---------------- | ---------------- | ---------------- | ---------------- | ---------------- |
| 2013  | locul 9          | 6                | 4                | 0                | 2                |
| 2011  | 3                | 9                | 7                | 0                | 2                |
| 2009  | locul 4          | 10               | 6                | 1                | 3                |
| 2007  | locul 10         | 8                | 3                | 1                | 4                |
| 2005  | Nu s-a calificat | Nu s-a calificat | Nu s-a calificat | Nu s-a calificat | Nu s-a calificat |
| 2003  | locul 5          | 9                | 6                | 1                | 2                |
| 2001  | locul 10         | 6                | 3                | 0                | 3                |
| 1999  | Nu s-a calificat | Nu s-a calificat | Nu s-a calificat | Nu s-a calificat | Nu s-a calificat |
| 1997  | Nu s-a calificat | Nu s-a calificat | Nu s-a calificat | Nu s-a calificat | Nu s-a calificat |
| 1995  | Nu s-a calificat | Nu s-a calificat | Nu s-a calificat | Nu s-a calificat | Nu s-a calificat |
| 1993  | locul 15         | 6                | 1                | 0                | 5                |
| Total | 7/11             | 54               | 30               | 3                | 21               |

### Rezultate la Campionatele Europene
| An    | Poziție          | MJ               | V                | E                | Î                |
| ----- | ---------------- | ---------------- | ---------------- | ---------------- | ---------------- |
| 2014  | 2                |                  |                  |                  |                  |
| 2012  | locul 11         | 6                | 2                | 1                | 3                |
| 2010  | locul 11         | 6                | 2                | 0                | 4                |
| 2008  | 2                | 8                | 4                | 2                | 2                |
| 2006  | locul 9          | 6                | 3                | 0                | 3                |
| 2004  | locul 8          | 7                | 3                | 0                | 4                |
| 2002  | locul 13         | 3                | 0                | 2                | 1                |
| 2000  | Nu s-a calificat | Nu s-a calificat | Nu s-a calificat | Nu s-a calificat | Nu s-a calificat |
| 1998  | locul 12         | 5                | 0                | 1                | 4                |
| 1996  | Nu s-a calificat | Nu s-a calificat | Nu s-a calificat | Nu s-a calificat | Nu s-a calificat |
| 1994  | Nu s-a calificat | Nu s-a calificat | Nu s-a calificat | Nu s-a calificat | Nu s-a calificat |
| Total | 7/10             | 41               | 14               | 6                | 21               |

### Rezultate la Jocurile Mediteraneene
- 2013: locul 5
- 2009: locul 4
- 2005:  Medalie de aur [4]
- 2001:  Medalie de argint

### Rezultate la alte competiții
- Trofeul Carpați 2013: locul 3
- Trofeul Carpați 2007: locul 2
- Trofeul Carpați 2001: locul 2

## Lotul actual
Ultima componență cunoscută a echipei Spaniei într-o competiție oficială este cea de la Campionatul European de Handbal Feminin din 2014.
Antrenor principal: Jorge Dueñas
| Nr. | Post            | Nume                     | Data nașterii (vârsta)        | Înălțime | Selecții | Goluri | Echipă              |
| --- | --------------- | ------------------------ | ----------------------------- | -------- | -------- | ------ | ------------------- |
| 2   | Extremă dreapta | Marta López              | 4 februarie 1990 (35 de ani)  | 1.68 m   | 51       | 118    | Fleury Loiret HB    |
| 4   | Extremă dreapta | Carmen Martín            | 29 mai 1988 (36 de ani)       | 1.69 m   | 138      | 432    | CSM București       |
| 5   | Pivot           | Maria Núñez              | 27 noiembrie 1988 (36 de ani) | 1.72 m   | 11       | 8      | BM Bera Bera        |
| 7   | Inter stânga    | Beatriz Fernández        | 19 martie 1985 (40 de ani)    | 1.80 m   | 163      | 358    | Fleury Loiret HB    |
| 9   | Inter dreapta   | Marta Mangué             | 23 aprilie 1983 (41 de ani)   | 1.70 m   | 251      | 909    | Fleury Loiret HB    |
| 10  | Centru          | Macarena Aguilar         | 12 martie 1985 (40 de ani)    | 1.70 m   | 184      | 540    | Győri Audi ETO KC   |
| 12  | Portar          | Silvia Navarro           | 20 martie 1979 (46 de ani)    | 1.69 m   | 108      | 2      | BM Remudas          |
| 14  | Pivot           | Elisabeth Chávez         | 17 noiembrie 1990 (34 de ani) | 1.92 m   | 122      | 57     | Nice Handball       |
| 17  | Extremă stânga  | Elisabeth Pinedo         | 13 mai 1981 (43 de ani)       | 1.75 m   | 158      | 349    | BM Bera Bera        |
| 22  | Centru          | Beatriz Escribano        | 4 mai 1990 (34 de ani)        | 1.77 m   | 24       | 13     | Nice Handball       |
| 25  | Inter stânga    | Nerea Pena               | 13 decembrie 1989 (35 de ani) | 1.75 m   | 65       | 170    | Ferencvárosi TC     |
| 27  | Inter stânga    | Lara González Ortega     | 22 februarie 1992 (33 de ani) | 1.84 m   | 23       | 28     | Metz Handball       |
| 30  | Inter stânga    | Patricia Elorza          | 8 aprilie 1984 (40 de ani)    | 1.80 m   | 86       | 55     | BM Bera Bera        |
| 35  | Extremă stânga  | Naiara Egozkue Extremado | 21 octombrie 1983 (41 de ani) | 1.73 m   | 29       | 47     | BM Atletico Guardes |
| 84  | Portar          | Ana Temprano             | 28 ianuarie 1984 (41 de ani)  | 1.72 m   | 2        | 0      | BM Bera Bera        |
| 86  | Inter stânga    | Alexandrina Barbosa      | 5 mai 1986 (38 de ani)        | 1.75 m   | 32       | 175    | Fleury Loiret HB    |

### Antrenori notabili
- Jorge Dueñas
- Juan Carlos Solar

### Jucătoare notabile
Handbalistele ale căror performanțe individuale au fost recunoscute la turneele internaționale, fie ca jucătoare ale competiției (MVP), fie ca membre ale echipei ideale All-Star Team.
All-Star Team
- Carmen Martín: Campionatul Mondial pentru Tineret din 2008,[6] Campionatul Mondial din 2011, Campionatul European din 2014;
- Begoña Fernández: Campionatul European din 2008, Campionatul Mondial din 2009;[7]
- Marta Mangué: Campionatul Mondial din 2009,[7] Jocurile Olimpice de vară din 2012;
- Nerea Pena: Campionatul European din 2010;

## Palmaresul tuturor timpurilor
Handbalistele aflate încă în activitate
| #  | Handbalistă                 | Meciuri | Goluri |
| -- | --------------------------- | ------- | ------ |
| 1  | Cristina Gómez Arquer       | 277     | 897    |
| 2  | Marta Mangué                | 249     | 902    |
| 3  | Montserrat Puche Díaz       | 196     | 736    |
| 4  | María Eugenia Sánchez Bravo | 195     | 0      |
| 5  | Macarena Aguilar            | 182     | 538    |
| 6  | Begoña Fernández            | 181     | 395    |
| 7  | Verónica Cuadrado           | 180     | 228    |
| 8  | Amaia Ugartemendia          | 175     | 382    |
| 9  | Noelia Oncina               | 174     | 406    |
| 10 | Elisabeth López Valledor    | 171     | 4      |

| #  | Handbalistă           | Goluri | Meciuri | Procentaj |
| -- | --------------------- | ------ | ------- | --------- |
| 1  | Marta Mangué          | 902    | 249     | 3.62      |
| 2  | Cristina Gómez Arquer | 897    | 277     | 3.24      |
| 3  | Montserrat Puche Díaz | 736    | 196     | 3.75      |
| 4  | Macarena Aguilar      | 538    | 182     | 2.96      |
| 5  | Carmen Martín         | 421    | 136     | 3.10      |
| 6  | Susana Fraile Celaya  | 411    | 131     | 3.14      |
| 7  | Noelia Oncina         | 406    | 174     | 2.33      |
| 8  | Natalia Morskova      | 396    | 49      | 8.08      |
| 9  | Begoña Fernández      | 395    | 181     | 2.18      |
| 10 | Amaia Ugartemendia    | 382    | 175     | 2.18      |